# 유콘강
유콘강(영어: Yukon River)은 북아메리카 대륙 서북부를 흐르는 큰 강이다. 캐나다 서북부 지방과 미국 알래스카주에 걸쳐 있다. 길이 3,700 km, 유역면적 832,700 km2.
캐나다 브리티시컬럼비아주 북부에서 발원하여 유콘 준주의 화이트호스를 지난 후 서북부 방향으로 흐른다. 도슨시티에서 클론다이크강과 합류하며, 미국 알래스카주로 들어와 알래스카 주를 동서로 횡단한다. 페어뱅크스 방면에서 흘러오는 태너노강의 물을 모은 후 계속 서쪽으로 흘러 삼각주를 남긴 후 베링해로 흘러들어간다. 강의 하류를 처음에 러시아인이 탐험하여 알래스카는 러시아 영토가 되었으나, 후에 미국에 양도되었다. 강 중류에 금이 풍부하게 매장되어 있어 19세기 후반 도슨시티를 중심으로 골드 러시가 일어났으나, 그 열기는 곧 식었고 강 유역 대부분은 인구가 매우 희박하고 개발이 되지 않은 지역으로 남아 있다. 강은 대부분의 구간에서 경사가 완만하여 골드 러시 시대에는 수상 교통도 이루어졌으나, 이마저도 곧 뜸해졌다.